# کوسم وازکز
کوسم وازکز (انگلیسی: Cosme Vázquez; ۱۵ ژانویهٔ ۱۹۰۴ – ۲۷ اوت ۱۹۷۶) بازیکن فوتبال اهل اسپانیا بود که در پست نوک حمله بازی می‌کرد.
وی همچنین در تیم ملی فوتبال اسپانیا بازی کرده‌است.